# Chazzan
En chazzan er lederen af den jødiske gudstjeneste. En hvilken som helst mand kan egentlig lede en gudstjeneste (blandt reforme jøder kan også kvinder), og således er den jødiske gudstjeneste en lægmandsgudstjeneste.